# Premio Dingle
El Premio Dingle de la British Society for the History of Science (Sociedad Británica de Historia de la Ciencia) se concede cada dos años al "mejor libro de historia de la ciencia (en sentido amplio), publicado en Inglés ... al que puede acceder una amplia audiencia de no especialistas". El premio está muy en consonancia con el objetivo de la Sociedad de comunicar la historia de la ciencia a amplias audiencias.
El libro ganador debe presentar algún aspecto de este campo de una manera atractiva y comprensible y, por tanto, debe mostrar el debido respeto por los métodos históricos y los resultados de la investigación histórica.
El premio se estableció en 1997 para conmemorar el quincuagésimo aniversario de la Sociedad, y lleva el nombre del matemático, astrónomo y filósofo de la ciencia Herbert Dingle, un miembro fundador de la BSHS.

## Premiados
- 2015: Martin Rudwick por Earth's Deep History: how it was discovered and why it matters. Chicago, University of Chicago Press, 2014.[1]
- 2013: David Wright por Downs: The History of a Disability. Oxford University Press, 2011.[2][3]
- 2011: Patricia Fara por Science. A Four Thousand Year History, Oxford: Oxford University Press, 2009.[4][5]
- 2009: Thomas Dixon por Science and Religion: A Very Short Introduction. Oxford: Oxford University Press, 2008.[6][7]
- 2007: Philip Ball por Elegant Solutions: Ten Beautiful Experiments in Chemistry. London: Royal Society of Chemistry, 2005.[8]
- 2005: Stephen Pumfrey por Latitude and the Magnetic Earth: the True Story of Queen Elizabeth’s Most Distinguished Man of Science. Icon Books, 2003.[9][10]
- 2003: Ken Alder por The Measure of All Things: The Seven-Year Odyssey and Hidden Error that Transformed the World. London: Little, Brown, 2002.[11][12]
- 2001: Deborah Cadbury por The Dinosaur Hunters. London: Fourth Estate, 2000.[13][14]
- 1999: Steven Shapin por The Scientific Revolution. Chicago and London: University of Chicago Press, 1996.[15][16]
- 1997: Adrian Desmond y James R. Moore por Darwin. London: Penguin, 1992.[17][18]